# Frank Dittmer
Frank Dittmer (* 1965 in Werlte) ist ein deutscher Kirchenmusiker, Organist und Hochschullehrer.

## Biografie
Frank Dittmer beendete sein Studium 1994 mit dem A-Examen. Daran schloss er ein Aufbaustudium im Fach Orgel an, das er 1995 mit Auszeichnung absolvierte. 1995 errang er beim II. Internationalen Gottfried-Silbermann-Wettbewerb in Freiberg und Dresden den 1. Preis. Bereits ab 1992 wirkte er als Kirchenmusiker an der Melanchthonkirche in Köln, ab 1997 an St. Nikolai (Stralsund). Ab April 2000 war Dittmer 20 Jahre lang Domorganist am Dom St. Nikolai (Greifswald) und Landeskirchenmusikdirektor der Pommerschen Evangelischen Kirche, später auch der Evangelisch-Lutherischen Landeskirche Mecklenburgs bzw. der Nordkirche mit Zuständigkeit für den Sprengel Mecklenburg-Pommern. Am 21. März 2021 wurde er aus diesen Ämtern verabschiedet.
Nach Lehraufträgen am Institut für Kirchenmusik und Musikwissenschaft wurde er 2011 zunächst zum Honorarprofessor an der Ernst-Moritz-Arndt-Universität Greifswald ernannt. Zum Sommersemester 2021 berief ihn die Hochschule auf die Professur für Kirchenmusik mit Schwerpunkt Chorleitung. Mit Wirkung zum April 2021 hat die Nordkirche ihn als Nachfolger von Jochen A. Modeß zum künstlerischen Leiter der Greifswalder Bachwoche ernannt.